# Frank Oliver (Politiker, 1853)

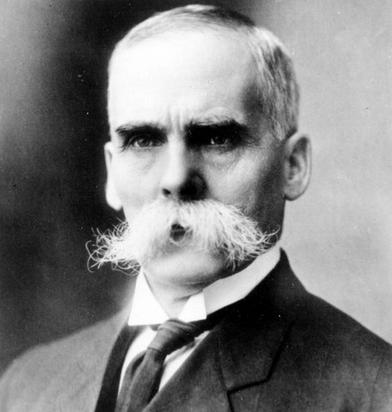
Frank Oliver

Frank Oliver PC (* 1. September 1853 im Peel County, Canada West, heute: Ontario; † 31. März 1933) war ein kanadischer Politiker der Liberalen Partei Kanadas, der 21 Jahre lang Abgeordneter des Unterhauses sowie Minister im 8. kanadischen Kabinetts von Premierminister Wilfrid Laurier war. Als Innenminister und Generalsuperintendent für Indianerangelegenheiten war er zwischen 1905 und 1911 maßgeblich an der Einwanderungs- und Siedlungspolitik Kanadas beteiligt.
Am 21. Mai 1947 ehrte die kanadische Regierung Oliver dadurch, dass sie ihn zu einer „Person von nationaler historischer Bedeutung“ erklärte. Zwischenzeitlich war die Ehrung jedoch wegen kontroverser Überzeugungen und Verhaltensweisen, kolonialer Annahmen sowie überdachter Terminologie in Überprüfung, blieb jedoch erhalten. Die öffentlich angebrachten Plaketten wurden jedoch entfernt, da sie die komplexe Geschichte nicht angemessen wiedergeben können.

## Leben

### Abgeordneter und Bundesminister
Oliver war als Journalist in Toronto und Winnipeg tätig, ehe er sich 1880 in Edmonton niederließ. Dort gründete er die Tageszeitung Edmonton Bulletin, die er bis 1923 herausgab.
Er wurde als Vertreter der Liberalen Partei für Edmonton am 29. Mai 1883 Mitglied des 1. Rates der Nordwest-Territorien und gehörte diesem bis 1885 an. Drei Jahre später wurde er 1888 Mitglied der Legislativversammlung der Nordwest-Territorien und vertrat die Interessen von Edmonton dort bis zum 23. Mai 1896.
Bei der Wahl vom 23. Juni 1896 wurde Oliver als Kandidat der Liberalen Partei erstmals zum Mitglied des Unterhauses gewählt und vertrat dort zunächst den in den Nordwest-Territorien gelegenen Wahlkreis Alberta-Provisional District, ehe er im Anschluss seit der Unterhauswahl am 3. November 1904 bis zu seiner Niederlage bei der Wahl am 17. Dezember 1917 den Wahlkreis Edmonton vertrat, der zunächst noch zu den Nordwest-Territorien und später zu Alberta gehörte.
Er wurde von Premierminister Wilfrid Laurier am 8. April 1905 zum Innenminister und Generalsuperintendent für Indianerangelegenheiten in das 8. kanadische Kabinett berufen und bekleidete diese Ämter bis zum 6. Oktober 1911.

### Einwanderungspolitik zwischen 1905 und 1911

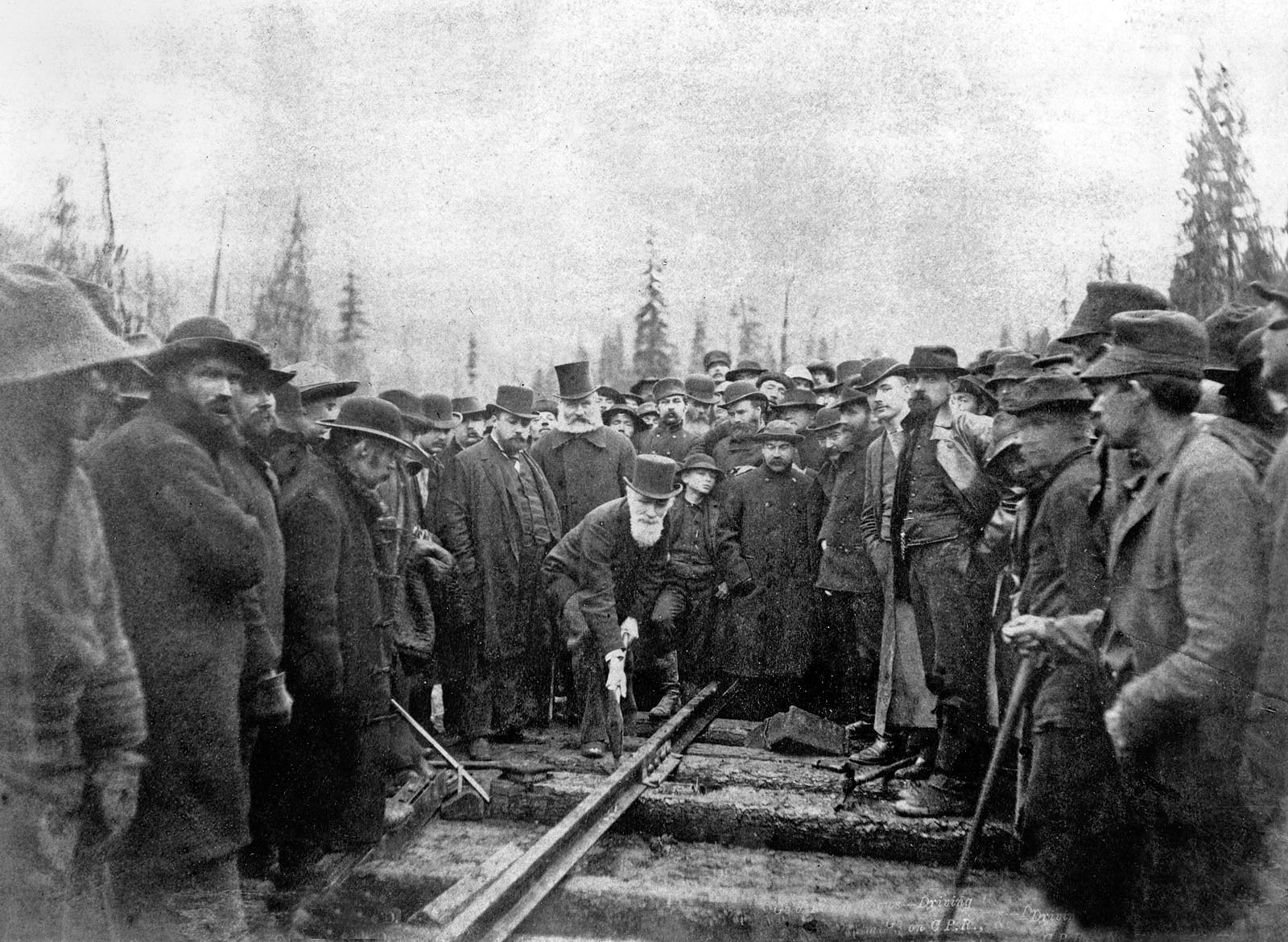
Fertigstellung der Canadian Pacific Railway

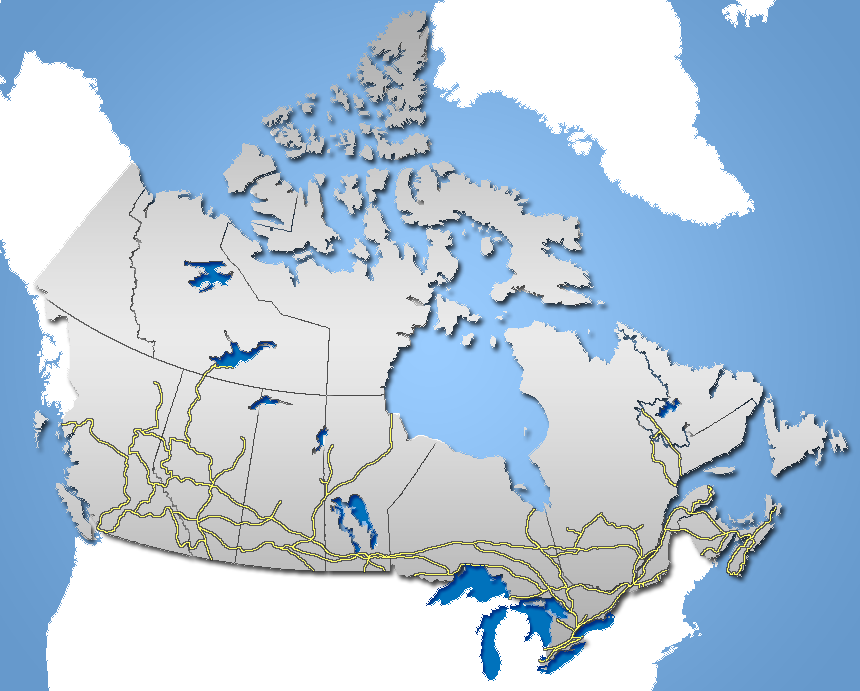
Das Eisenbahnnetz sollte die weit entfernten Wirtschafts- und Siedlungsräume integrieren.

Als Innenminister änderte er die zehn Jahre zuvor eingeleitete Einwanderungspolitik seines Vorgängers Clifford Sifton umfassend ab. Während Sifton Landwirte den Fabrikarbeitern vorzog und die Einwanderung für zahlreiche Personen osteuropäischer Herkunft ermöglicht hatte, war Oliver ein standhafter Vertreter britischer Interessen, der in seiner Einwanderungspolitik Nationalität vor Beschäftigung stellte. Zum Zeitpunkt seines Amtsantritts baute sich bereits eine feindselige Stimmung im Westen Kanadas gegenüber den nicht-britischen Einwanderern auf. Mit ihren völlig anderen Sitten, Sprachen und Gebräuchen konnten sich viele von ihnen nicht schnell genug in die britisch-kanadischen Normen einfinden. Nativistische Gruppen erhoben sich und forderten den Erhalt und die Verteidigung der „kanadischen“ Sprache, Kultur und Werte.
Während seiner Amtszeit kam es zwischen 1906 und 1910 zur Einführung zahlreicher Zusatzbestimmungen zum Einwanderungsgesetz, die es den Einbürgerungsbehörden ermöglichte, Einwanderungsanträge aufgrund einer Reihe von Gründen abzulehnen. Hierzu gehörten moralische Unfähigkeit, die Möglichkeit, kriminell oder vom Staat finanziell abhängig zu werden, sowie die Möglichkeit, sich an revolutionären Handlungen zu beteiligen. Das Gesamtziel dieser Änderungen war eine erhebliche Steigerung der Anzahl von Einwanderern britischer Abstammung, wobei dabei auch Arme oder von Wohlfahrtsorganisationen unterstützte Personen berücksichtigt wurden. Die Einwanderung aus Mitteleuropa und Osteuropa wurde drastisch begrenzt, wohingegen Farbige, Inder und andere Einwanderer aus Asien praktisch ausgeschlossen oder mit erheblich Kopfsteuern belegt wurden.
Wenngleich Oliver ebenfalls die Einwanderung von Landwirten bevorzugte, waren zahlreiche Einwanderer während seiner Amtszeit ausgebildete Arbeiter oder Hilfsarbeiter. Mit Beginn des wachsenden Eisenbahnbaus stieg seit 1907 auch die Nachfrage nach Arbeitern. Da nur wenige Kanadier oder britischstämmige Einwanderer die geringen Löhne und schlechten Arbeitsbedingungen in den Bauarbeiterlagern tolerierten, wurde die Zuwanderung Tausender ungelernter Arbeiter, zahlreiche davon aus Italien zugelassen. 1910 war die Nachfrage so groß, dass die Einwanderung „ausländischer Hilfsarbeiter“ ohne Einschränkungen zugelassen wurde. Diese Politik setzte sich auch unter dem 1911 an die Regierung gekommenen 9. kanadischen Kabinett von Premierminister Robert Borden von der Konservativen Partei Kanadas bis zum Ausbruch des Ersten Weltkrieges 1914 fort.
Bei der Wahl vom 6. Dezember 1921 kandidierte Oliver, der sich zwischenzeitlich den sogenannten Laurier Liberalen angeschlossen hatte, für die Liberale Partei im Wahlkreis Edmonton West ohne Erfolg abermals für ein Mandat im Unterhaus.